# Robert Saidreau
Jean Marie Robert Sordes, dit Robert Saidreau, né le 19 septembre 1875 à Valence (Drôme) et mort d’une pneumonie le 5 décembre 1925 à Paris, est  un réalisateur, scénariste et producteur français de cinéma.

## Filmographie partielle

### Comme réalisateur
- 1920 : Méfiez-vous de votre bonne
- 1920 : Les Ficelles de Chalumeau
- 1920 : Les Passions de Chalumeau
- 1920 : Chalumeau enragé
- 1920 : La Première Idylle de Boucot
- 1921 : L'Étrange Aventure du docteur Works
- 1921 : La Paix chez soi
- 1922 : La Nuit de la Saint-Jean
- 1923 : Ma tante d'Honfleur
- 1923 : Cœur léger
- 1923 : À la gare
- 1923 : L'Idée de Françoise, avec Gina Palerme (Lili)
- 1923 : Bonheur conjugal
- 1924 : L'Étrange aventure (ou La Double Méprise) (film jamais distribué)
- 1924 : Monsieur le directeur
- 1925 : Un fil à la patte
- 1925 : Jack

## Comme producteur

### Comme acteur
- 1912 : La Dame de chez Maxim's d'Émile Chautard
- 1913 : La Duchesse des Folies-Bergères d'Émile Chautard
- 1913 : Le Système du docteur Goudron et du professeur Plume de Maurice Tourneur (court métrage)
- 1914 : Un fil à la patte d'Henri Pouctal (court métrage)
- 1915 : La Marmotte de Marcel Simon (court métrage)
- 1921 : Blanchette de René Hervil